# 佩尔奥拉德
佩尔奥拉德（法語：Peyrehorade，發音：[pɛʁ.ɔʁad]），法国西南部城市，新阿基坦大区朗德省的一个市镇，隶属于达克斯区，其市镇面积为16.11平方公里，2022年1月1日时人口数量为3,693人，在法国市镇中排名第3,032位。
佩尔奥拉德位于朗德省南部，雷于尼河畔，是奥尔特地区的经济中心，图卢兹－巴约讷铁路由此通过。佩尔奥拉德因种植阿杜尔河猕猴桃而闻名，当地建有一处猕猴桃交易中心以及一处猕猴桃雕塑。

## 地名来源
“佩尔奥拉德”一名来源于奥克语“Pèira Horada”，意为“被水击穿的石头”，可能与当地的自然地理景观有关，其对应的现代法语为“pierre trouée”。

## 历史

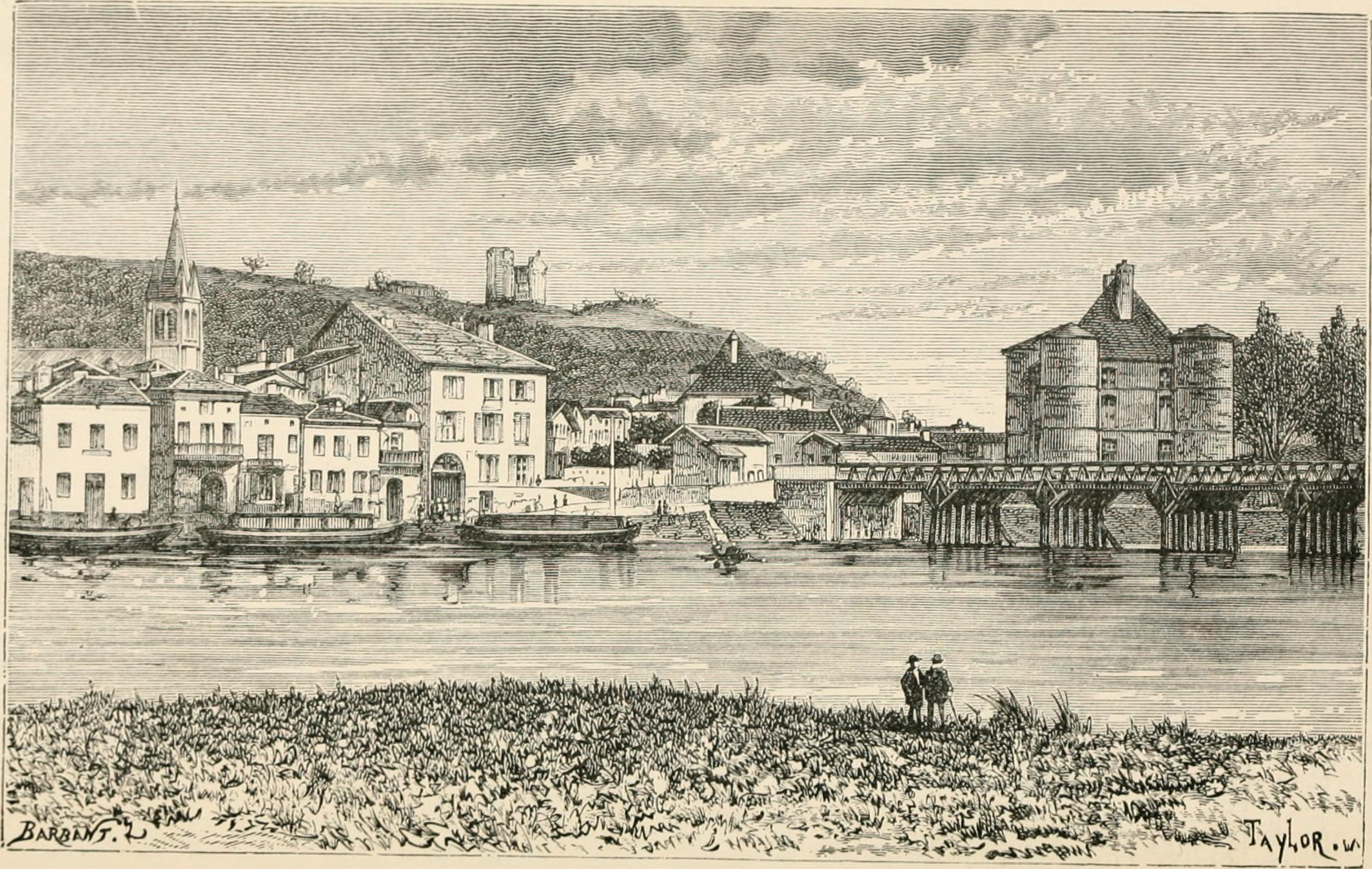
20世纪初的佩尔奥拉德

佩尔奥拉德始建于公元11世纪，彼时为奥尔特子爵的一处领地，其领主在雷于尼河右岸的一处山丘上修建了阿斯普勒蒙城堡。13世纪起，随着雷于尼河航路的开辟，阿斯普勒蒙山脚下的沿河地带被开辟为港口，形成聚落，佩尔奥拉德发展成为一个奥尔特地区的商业中心。当地亦出现了犹太人社区。法国大革命后，佩尔奥拉德成为朗德省的一个市镇，隶属于达克斯区。首座横跨雷于尼河的桥梁于1840年建成。工业革命期间，途径佩尔奥拉德的图卢兹－巴约讷铁路建成通车。雷于尼河历史上多次发生特大洪水，2018年6月佩尔奥拉德观测站曾出现5.37米的水位记录。

## 地理

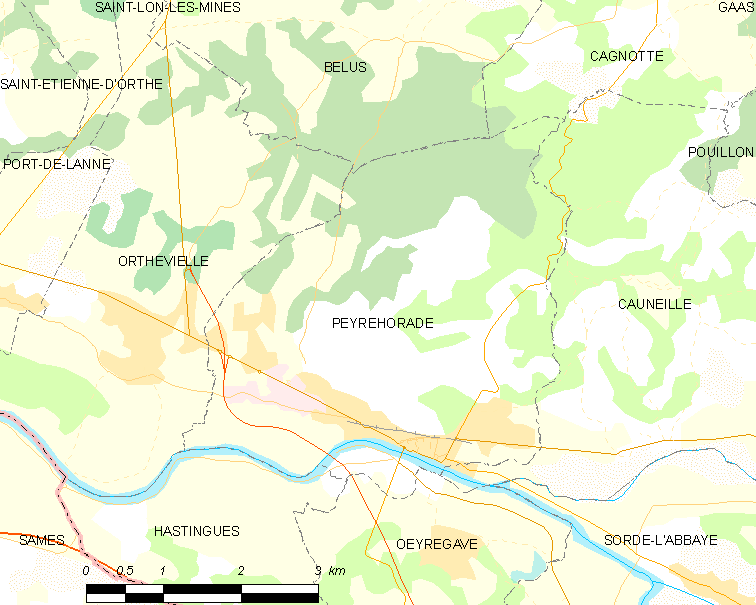
佩尔奥拉德市镇范围地图

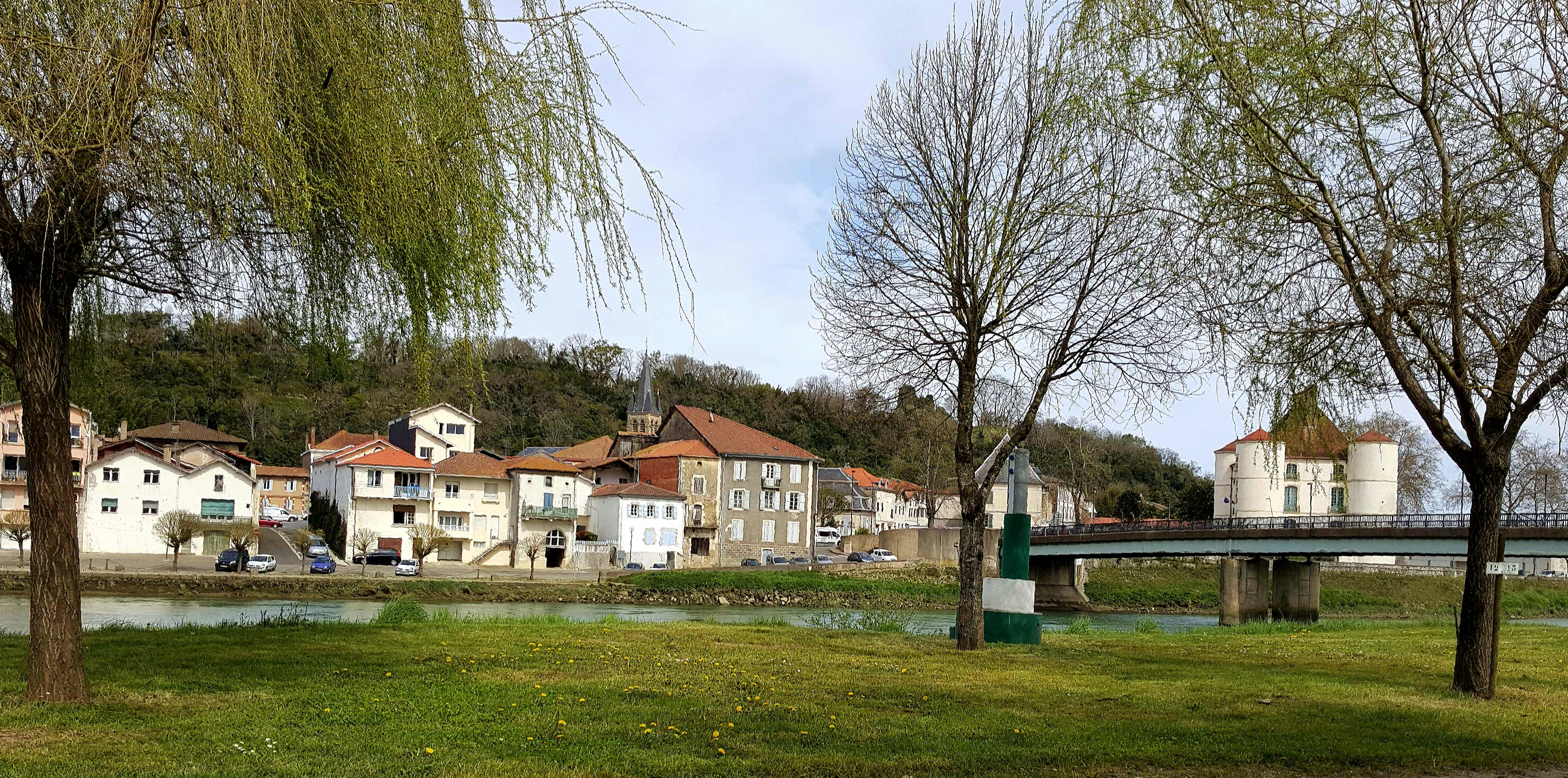
佩尔奥拉德的一处绿地公园

佩尔奥拉德位于法国西南部，新阿基坦大区西南部和朗德省南部，距离省会蒙德马桑大约76公里。与佩尔奥拉德接壤的市镇包括：贝吕斯、卡尼奥特、科内耶、阿斯坦格、韦尔加沃、奥尔特维耶勒。

### 地形
佩尔奥拉德位于阿基坦盆地南部边缘的一处谷地内，境内以浅丘和丘陵为主，市镇中心位于一处地势较为平坦的河谷右岸，北侧为阿斯普勒蒙山，落差超过50米，全境海拔在2到140米之间。

### 水文
雷于尼河自东向西流经佩尔奥拉德，属于阿杜尔河水系。

### 植被
佩尔奥拉德属于温带阔叶混交林区，林地广泛分布于河流两岸及坡地地带。
在鲜花城市的评比中，佩尔奥拉德暂未被评级。

### 气候
佩尔奥拉德在柯本气候分类法中属于带有地中海特征的温带海洋性气候，因地形原因，当地降水相比同气候带平原地区偏多。
佩尔奥拉德境内设有气象站，以下为该气象站的数据（其中日照数据取自比亚里茨机场）：
| 佩尔奥拉德1981年－2019年 | 佩尔奥拉德1981年－2019年 | 佩尔奥拉德1981年－2019年 | 佩尔奥拉德1981年－2019年 | 佩尔奥拉德1981年－2019年 | 佩尔奥拉德1981年－2019年 | 佩尔奥拉德1981年－2019年 | 佩尔奥拉德1981年－2019年 | 佩尔奥拉德1981年－2019年 | 佩尔奥拉德1981年－2019年 | 佩尔奥拉德1981年－2019年 | 佩尔奥拉德1981年－2019年 | 佩尔奥拉德1981年－2019年 | 佩尔奥拉德1981年－2019年 |
| 月份                     | 1月                      | 2月                      | 3月                      | 4月                      | 5月                      | 6月                      | 7月                      | 8月                      | 9月                      | 10月                     | 11月                     | 12月                     | 全年                     |
| ------------------------ | ------------------------ | ------------------------ | ------------------------ | ------------------------ | ------------------------ | ------------------------ | ------------------------ | ------------------------ | ------------------------ | ------------------------ | ------------------------ | ------------------------ | ------------------------ |
| 历史最高温 °C（°F）      | 22.3 (72.1)              | 28.2 (82.8)              | 30.5 (86.9)              | 32.5 (90.5)              | 36 (97)                  | 39.5 (103.1)             | 40 (104)                 | 41 (106)                 | 36.5 (97.7)              | 33.7 (92.7)              | 27 (81)                  | 24.2 (75.6)              | 41 (106)                 |
| 平均高温 °C（°F）        | 11.8 (53.2)              | 13.2 (55.8)              | 16.2 (61.2)              | 17.9 (64.2)              | 21.5 (70.7)              | 24.4 (75.9)              | 26.7 (80.1)              | 26.8 (80.2)              | 24.7 (76.5)              | 20.8 (69.4)              | 15.1 (59.2)              | 12.2 (54.0)              | 19.3 (66.7)              |
| 日均气温 °C（°F）        | 7.3 (45.1)               | 8.2 (46.8)               | 10.7 (51.3)              | 12.5 (54.5)              | 16.3 (61.3)              | 19.3 (66.7)              | 21.3 (70.3)              | 21.4 (70.5)              | 19 (66)                  | 15.6 (60.1)              | 10.7 (51.3)              | 8 (46)                   | 14.2 (57.6)              |
| 平均低温 °C（°F）        | 2.9 (37.2)               | 3.2 (37.8)               | 5.1 (41.2)               | 7.2 (45.0)               | 11.1 (52.0)              | 14.2 (57.6)              | 15.9 (60.6)              | 15.9 (60.6)              | 13.3 (55.9)              | 10.3 (50.5)              | 6.2 (43.2)               | 3.8 (38.8)               | 9.1 (48.4)               |
| 历史最低温 °C（°F）      | −10.5 (13.1)             | −10 (14)                 | −8.5 (16.7)              | −2.2 (28.0)              | 2.5 (36.5)               | 6 (43)                   | 8 (46)                   | 6.9 (44.4)               | 3.5 (38.3)               | −1.5 (29.3)              | −7 (19)                  | −9.5 (14.9)              | −10.5 (13.1)             |
| 平均降水量 mm（）        | 119.8 (4.72)             | 108.6 (4.28)             | 94.8 (3.73)              | 122 (4.8)                | 99.2 (3.91)              | 73.4 (2.89)              | 69.9 (2.75)              | 86.5 (3.41)              | 104.7 (4.12)             | 134.7 (5.30)             | 168.5 (6.63)             | 134 (5.3)                | 1,316.1 (51.81)          |
| 月均日照時數             | 100.2                    | 114.1                    | 164.4                    | 169.4                    | 193.7                    | 203.3                    | 209.0                    | 206.8                    | 192.8                    | 141.7                    | 103.8                    | 88.3                     | 1,887.3                  |
| 来源：infoclimat.fr      |                          |                          |                          |                          |                          |                          |                          |                          |                          |                          |                          |                          |                          |

## 行政区划
佩尔奥拉德是法国新阿基坦大区朗德省的一个市镇，编号为40224。佩尔奥拉德隶属于达克斯区和朗德省第三选区，管理奥尔特地区和阿里冈县，同时也是奥尔特地区和阿里冈市镇公共社区的办公驻地。
法国国家统计与经济研究所（简称）在进行数据统计时，将佩尔奥拉德及相邻的另外5个市镇设为佩尔奥拉德城市核心区以及佩尔奥拉德城市区。自2020年起，佩尔奥拉德城市区被包含3个市镇的佩尔奥拉德城市辐射区代替。此外，还将佩尔奥拉德市镇整体看作一个“块区”（IRIS），以便于统计人口分布情况。

## 交通

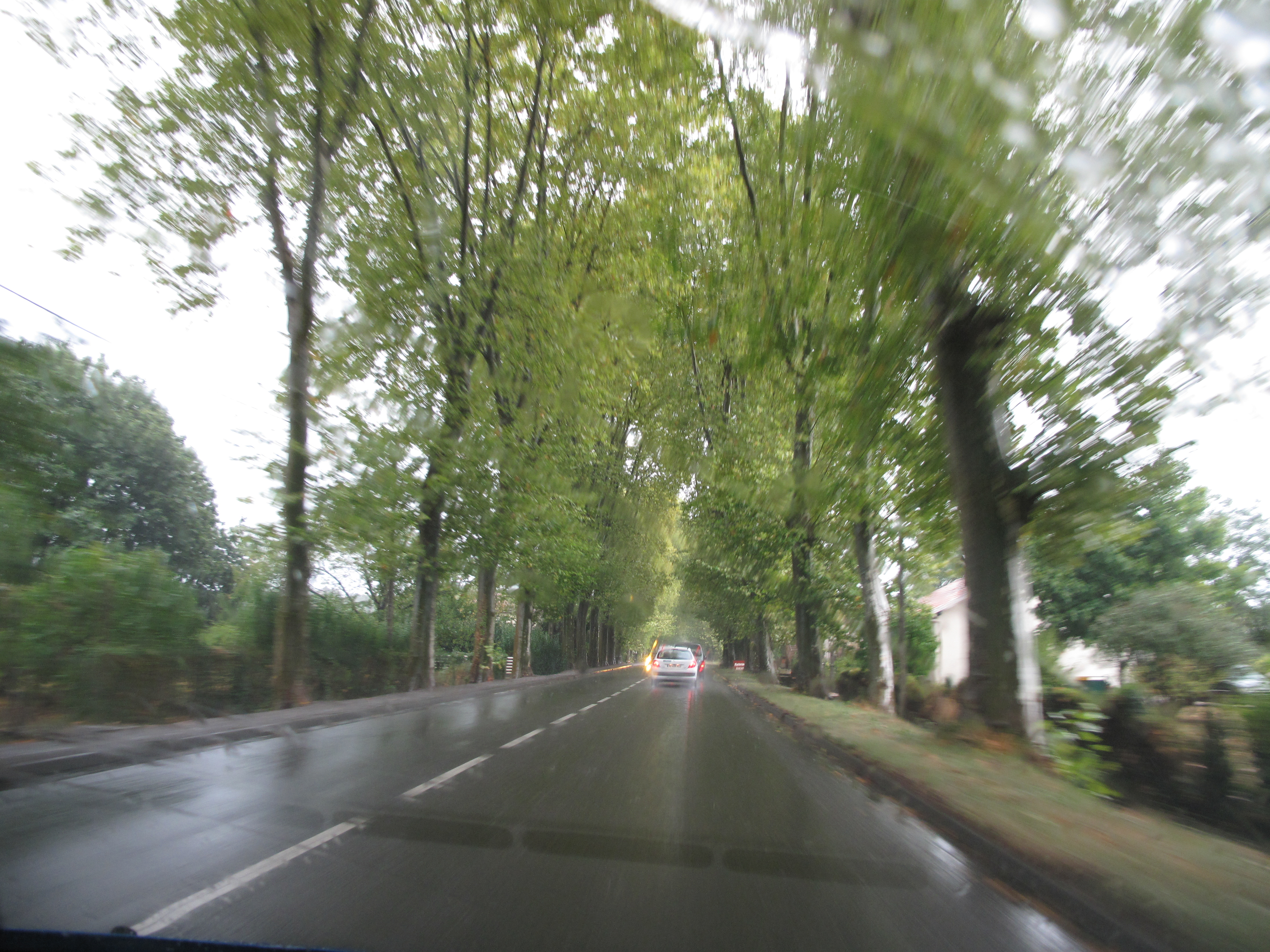
佩尔奥拉德附近的一条公路

### 公路
A641高速公路经过佩尔奥拉德境内并设有一处出入口，此外多条朗德省省道在佩尔奥拉德境内交汇。奥尔特地区和阿里冈市镇公共社区提供定制巴士线路，可前往公共社区内部分市镇。
| 9 巴黎 波尔多 | 28 |

| 6 | 4 |

| 图卢兹 | 267 |

| 波城 | 79 |

| 巴约讷 | 42 |

| 蒙德马桑 | 76 |

| 达克斯 | 22 |

| 奥尔泰兹 | 30 |

| 波城 | 70 |

| 巴约讷 | 38 |

| 比亚里茨 | 42 |

2018年，72.7%的佩尔奥拉德家庭拥有至少一辆私人汽车。2019年，佩尔奥拉德境内共发生各类交通事故1起，造成1人受伤。

### 铁路

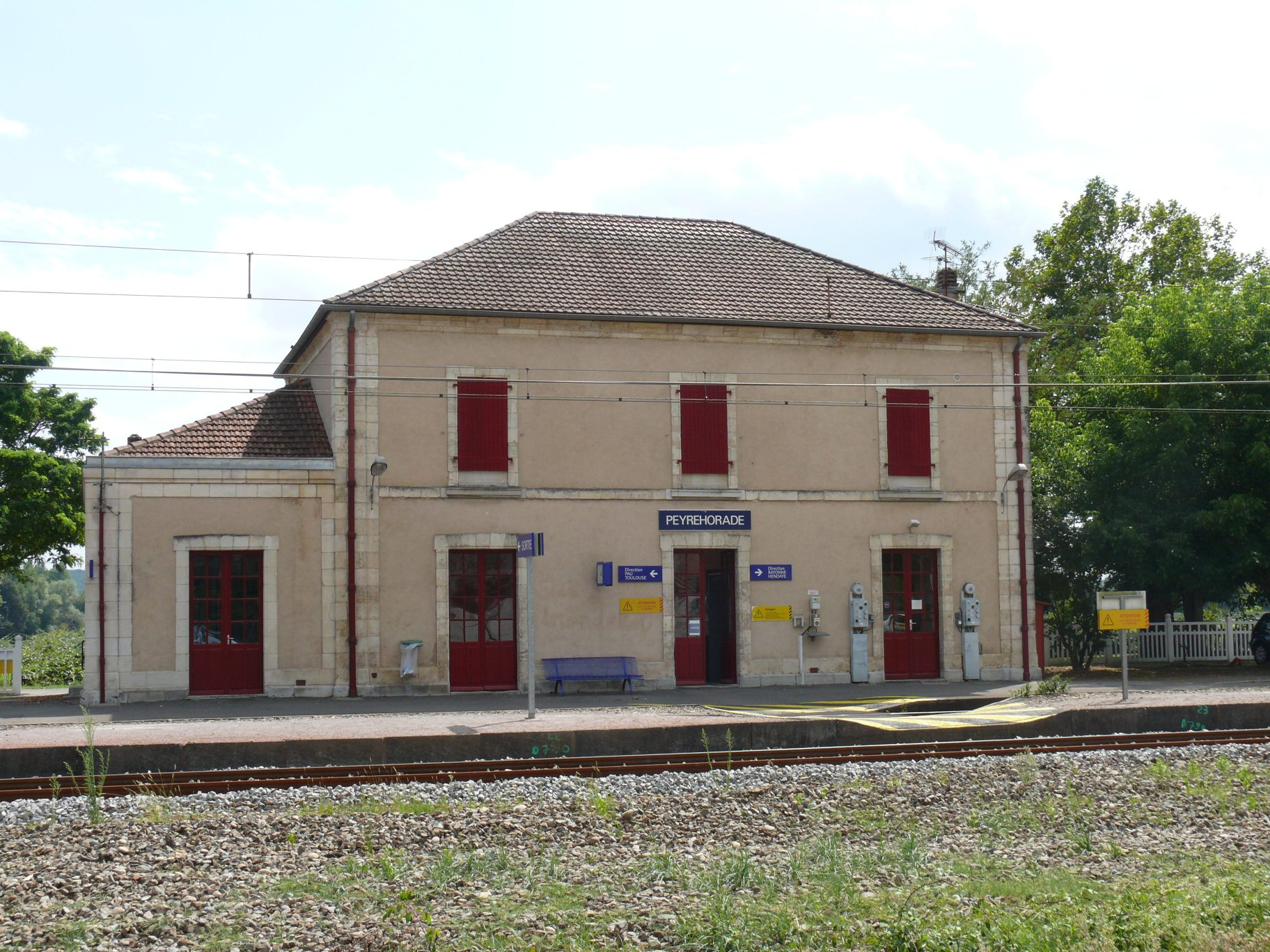
佩尔奥拉德火车站

佩尔奥拉德位于图卢兹－巴约讷铁路上。佩尔奥拉德站位于市区中部，老城区西侧，停靠往返于巴约讷和波城一线的区域列车。

### 航空
距离佩尔奥拉德最近的民用航空站为比亚里茨机场，距离佩尔奥拉德市中心的公路里程约49公里。

### 城市公共交通
截至2022年1月，佩尔奥拉德暂无城市公共交通系统。

## 政治

### 市政内阁
佩尔奥拉德的现任市长为迪迪埃·萨克拉里兹先生（Didier Sakellarides），他是一名右翼无党派人士，在2020年的市政选举中获得了53.29%的支持率。
| 佩尔奥拉德历届市长 | 佩尔奥拉德历届市长                    | 佩尔奥拉德历届市长 |
| 任期               | 市长                                  | 党派               |
| ------------------ | ------------------------------------- | ------------------ |
| 1944年－1971年     | Jean Dupaya 让·迪帕亚                 | RAD激进党          |
| 1971年－1989年     | Paul Lartigue 保罗·拉蒂格             | DVD右翼无党派人士  |
| 1989年－1995年     | Jean Cibé 让·西贝                     | 不详               |
| 1995年－2001年     | Charles Pinsolle 夏尔·潘索勒          | DVD右翼无党派人士  |
| 2001年－2014年     | Alain Siberchicot 阿兰·西贝尔希科     | PS社会党           |
| 2014年－           | Didier Sakellarides 迪迪埃·萨克拉里兹 | DVD右翼无党派人士  |

### 各级选举
| 佩尔奥拉德历届投票选举结果 | 佩尔奥拉德历届投票选举结果 | 佩尔奥拉德历届投票选举结果 | 佩尔奥拉德历届投票选举结果      | 佩尔奥拉德历届投票选举结果 | 佩尔奥拉德历届投票选举结果 | 佩尔奥拉德历届投票选举结果      | 佩尔奥拉德历届投票选举结果 | 佩尔奥拉德历届投票选举结果 |
| 选举项目                   | 选区单位                   | 选举结果                   | 选举结果                        | 选举结果                   | 选举结果                   | 选举结果                        | 选举结果                   | 参考资料                   |
| 选举项目                   | 选区单位                   | 第一轮胜出者               | 第一轮胜出者                    | 支持率                     | 第二轮胜出者               | 第二轮胜出者                    | 支持率                     | 参考资料                   |
| -------------------------- | -------------------------- | -------------------------- | ------------------------------- | -------------------------- | -------------------------- | ------------------------------- | -------------------------- | -------------------------- |
| 2017年法國總統選舉         | 佩尔奥拉德市镇             |                            | 埃马纽埃尔·马克龙               | 21.94%                     |                            | 埃马纽埃尔·马克龙               | 64.06%                     | [ 21 ]                     |
| 2017年法国立法选举         | 朗德省第三选区             |                            | Jean-Pierre STEINER             | 37.46%                     |                            | Jean-Pierre STEINER             | 55.13%                     | [ 21 ]                     |
| 2019年欧洲议会选举         | 佩尔奥拉德市镇             |                            | Prenez le Pouvoir               | 24.11%                     | （不适用）                 | （不适用）                      | （不适用）                 | [ 21 ]                     |
| 2021年法国省级选举         | 奥尔特地区和阿里冈县       |                            | DELAVOIE Damien DURQUETY Rachel | 56.41%                     |                            | DELAVOIE Damien DURQUETY Rachel | 63.05%                     | [ 22 ]                     |
| 2021年法国大区选举         | 佩尔奥拉德市镇             |                            | 阿兰·鲁塞                       | 29.47%                     |                            | 阿兰·鲁塞                       | 38.61%                     | [ 23 ]                     |

## 人口
2018年，佩尔奥拉德市镇人口数量为3,659，在法国排名第3,032位。其中男性1,746人，女性1,913人，75岁及以上人口占10.2%，外籍人口数量为765人，人口密度为227人/平方公里，当地居民被称为（男性）或（女性）。2019年，佩尔奥拉德境内出生35人，死亡人口69人。
| 年份   | 1936  | 1946  | 1954  | 1962  | 1968  | 1975  | 1982  | 1990  | 1999  | 2005  | 2010  | 2015  | 2019  |
| ------ | ----- | ----- | ----- | ----- | ----- | ----- | ----- | ----- | ----- | ----- | ----- | ----- | ----- |
| 人口數 | 2,232 | 2,181 | 2,401 | 2,584 | 2,591 | 2,861 | 3,093 | 3,056 | 3,017 | 3,357 | 3,467 | 3,616 | 3,648 |

## 经济
佩尔奥拉德是一个区域性的中心城市。截止2022年1月，佩尔奥拉德市镇范围内共有各类用人单位（包含自雇）633家，平均历史为17年，其中99.74%为中小型企业（PME）。（暖通设备安装）、（电气安装）及（房屋装饰）是当地2020年营业额最高的三个企业，分别为3,162,228欧元、2,391,076欧元和1,010,706欧元。

## 财政与居民收入
2020年，佩尔奥拉德的财政收入总额为3,391,320欧元，财政支出总额为2,791,390欧元，当年的债务总额为3,715,140欧元。2021年，佩尔奥拉德共获得558,548欧元的国家财政补助，比上一年减少了3.39%。
2019年，佩尔奥拉德的人均月收入总额为2,037欧元，其中高级职员为3,664欧元，低于法国平均水平（4,230欧元）；中级职员为2,328欧元，低于法国平均水平（2,411欧元）；普通职员为1,717欧元，低于法国平均水平（1,740欧元）。
2018年，佩尔奥拉德境内的青壮年（15至64岁）失业率为15.2%，当地40.7%的家庭拥有纳税资格，平均纳税1,789欧元，低于法国平均水平（3,910欧元）。

## 社会事务

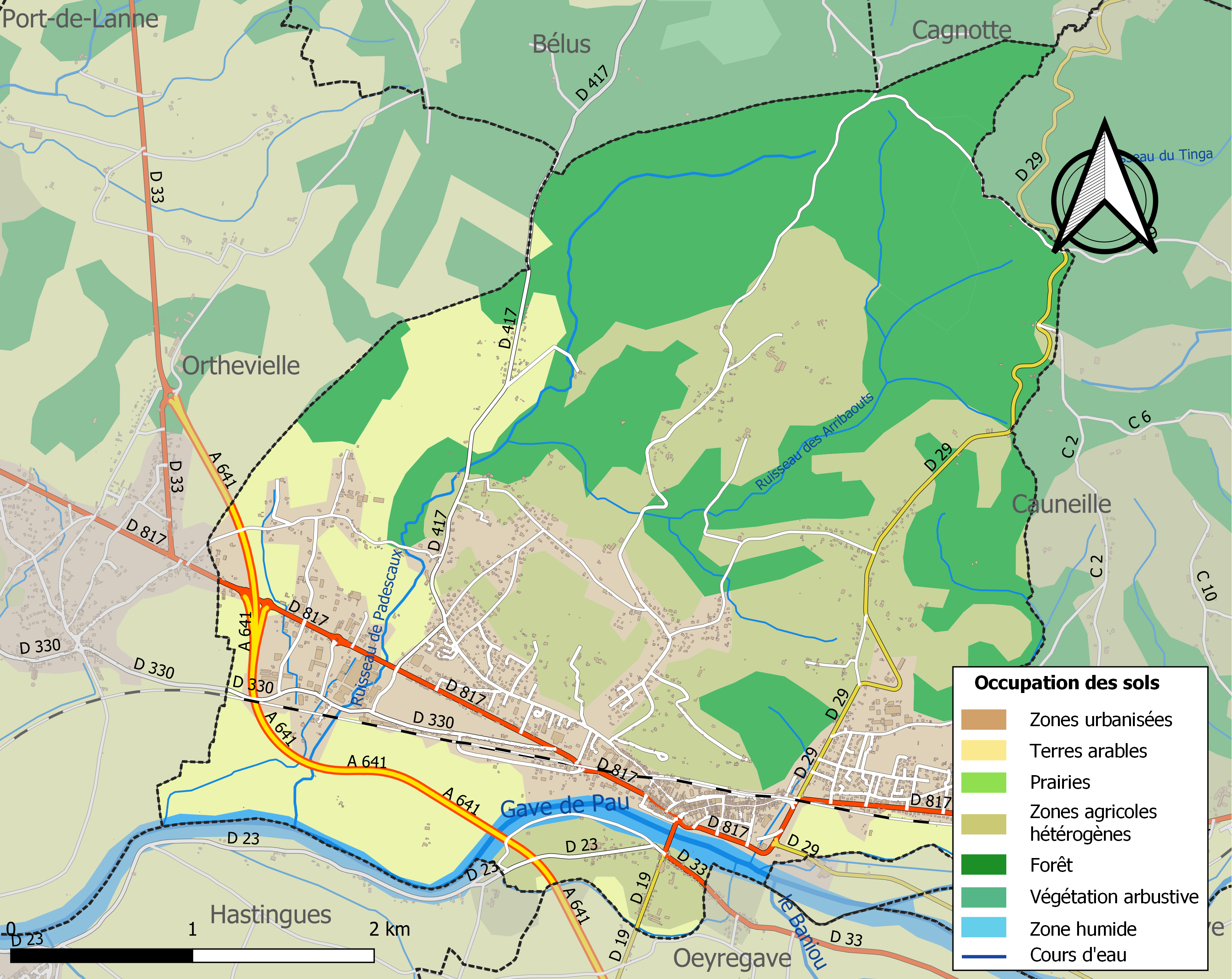
佩尔奥拉德土地利用情况地图

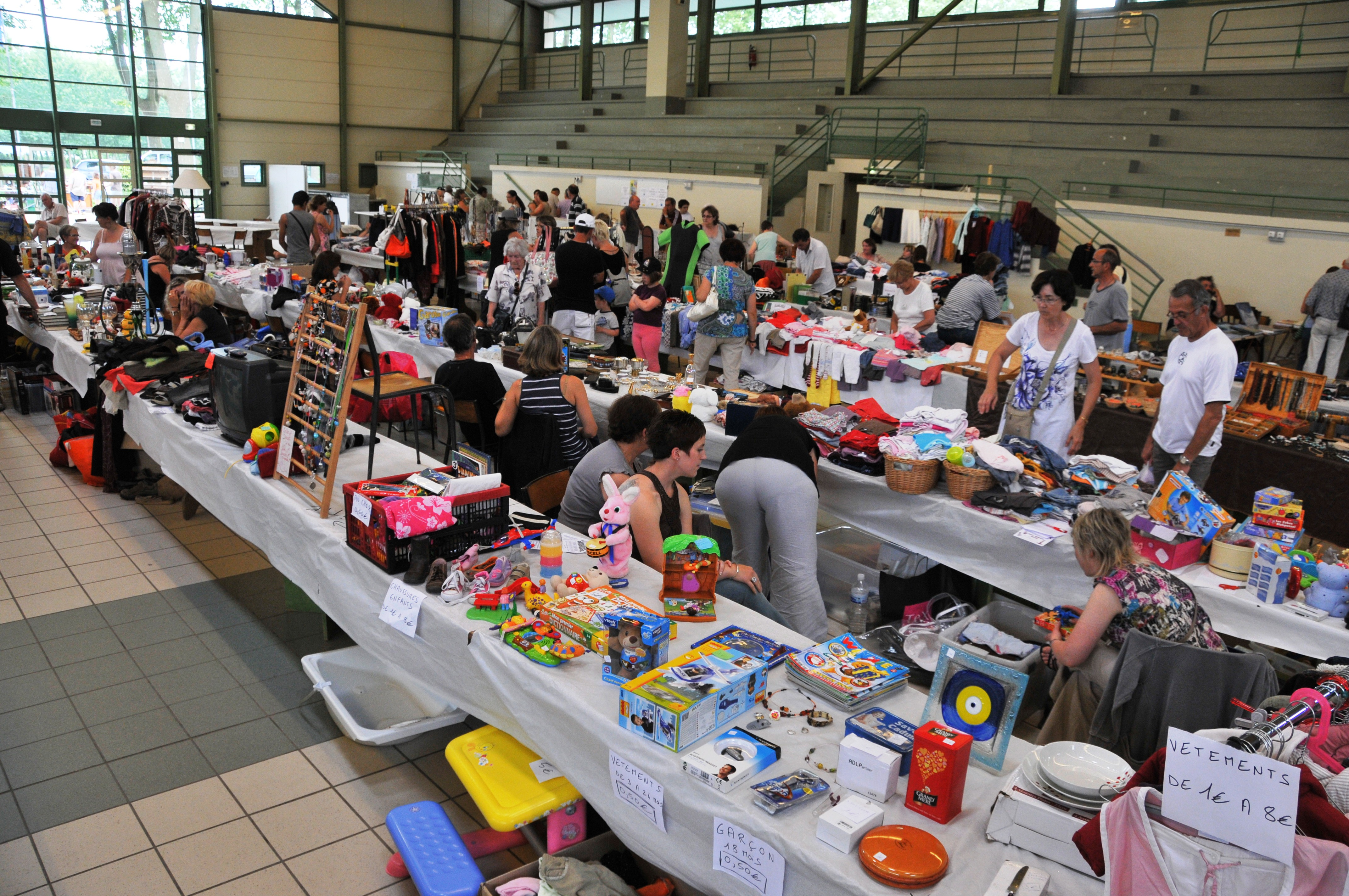
佩尔奥拉德集市

### 教育
佩尔奥拉德属于波尔多学区。截止2020年1月1日，佩尔奥拉德境内共有1所幼儿园、1所小学、1所初级中学和1所普通高中。2018至2019学年度，佩尔奥拉德境内共有在校中等教育阶段学生529名。

### 医疗
截止2020年1月1日，佩尔奥拉德境内共有全科医生4名、保健师14名、牙医7名、护士14名、眼科医生2名、助产士2名和妇科医生1名。境内共有药房4家、养老院1家、残疾人帮扶中心1家。
距离佩尔奥拉德最近的区域性医疗机构为达克斯银色海岸中心医院（Centre Hospitalier de Dax-Côte d'Argent），其主病区位于达克斯市区，距离佩尔奥拉德市区的正常车程在半小时以内，该院设有床位423个，是当地规模最大的公立综合性医院。

### 住房
2018年，佩尔奥拉德境内共有各类住房1,960套，其中70.4%为独立式居民区，29.2%为集中式居民区。常住房屋占佩尔奥拉德市镇范围内居民建筑总量的82.7%。
在住房保障政策方面，2020年，佩尔奥拉德境内共有398户家庭获得了住房经济补助，受益人数占总人口数量的10.9%，其中366份为房租补助。

### 商业
2019年，佩尔奥拉德境内共有各类实体商铺138家，其中餐厅14家、大型超市5家、杂货店2家、面包房3家、肉铺1家、装饰品店1家、银行门店6家、美容美发店8家、汽车维修店8家。市区西侧建有开放式商业街区，有一家家乐福超市。

### 体育
2020年，佩尔奥拉德境内共有1家游泳池、1间体育馆、1座综合体育场、3处网球场、1处足球或橄榄球场以及1处篮球或排球场。
橄榄球是佩尔奥拉德的代表性体育项目，佩尔奥拉德奥尔特地区橄榄球体育俱乐部成立于1904年，2021至2022赛季参加法国橄榄球甲组联赛（第四级别）。
截至2022年1月，佩尔奥拉德体育俱乐部（Peyrehorade Sport，编号527825）是当地唯一的注册足球俱乐部，其五人制足球队2021至2022赛季参加新阿基坦大区足球联赛。

### 环境
佩尔奥拉德的环境事务由其所属的奥尔特地区和阿里冈市镇公共社区负责。2019年，佩尔奥拉德境内共有1家污染企业。

### 治安
2019年，佩尔奥拉德市镇范围内共有1处宪兵队。
佩尔奥拉德所在地是达克斯宪兵总队的管辖范围。2020年，该宪兵总队辖区内共150个市镇累计发生各类案件5,703起，其中盗窃类案件2,946起，经济类案件1,022起，毒品交易类案件322起。

## 文化
2020年，佩尔奥拉德境内有一家电影院和一处多媒体中心。

### 建筑
佩尔奥拉德境内有多处历史建筑，其中蒙特雷阿勒城堡和一战烈士纪念碑（Monument aux morts de la guerre 1914-1918）是法国国家文物保护单位，圣马丁教堂（Église Saint-Martin de Peyrehorade）则是当地的地标性建筑物。

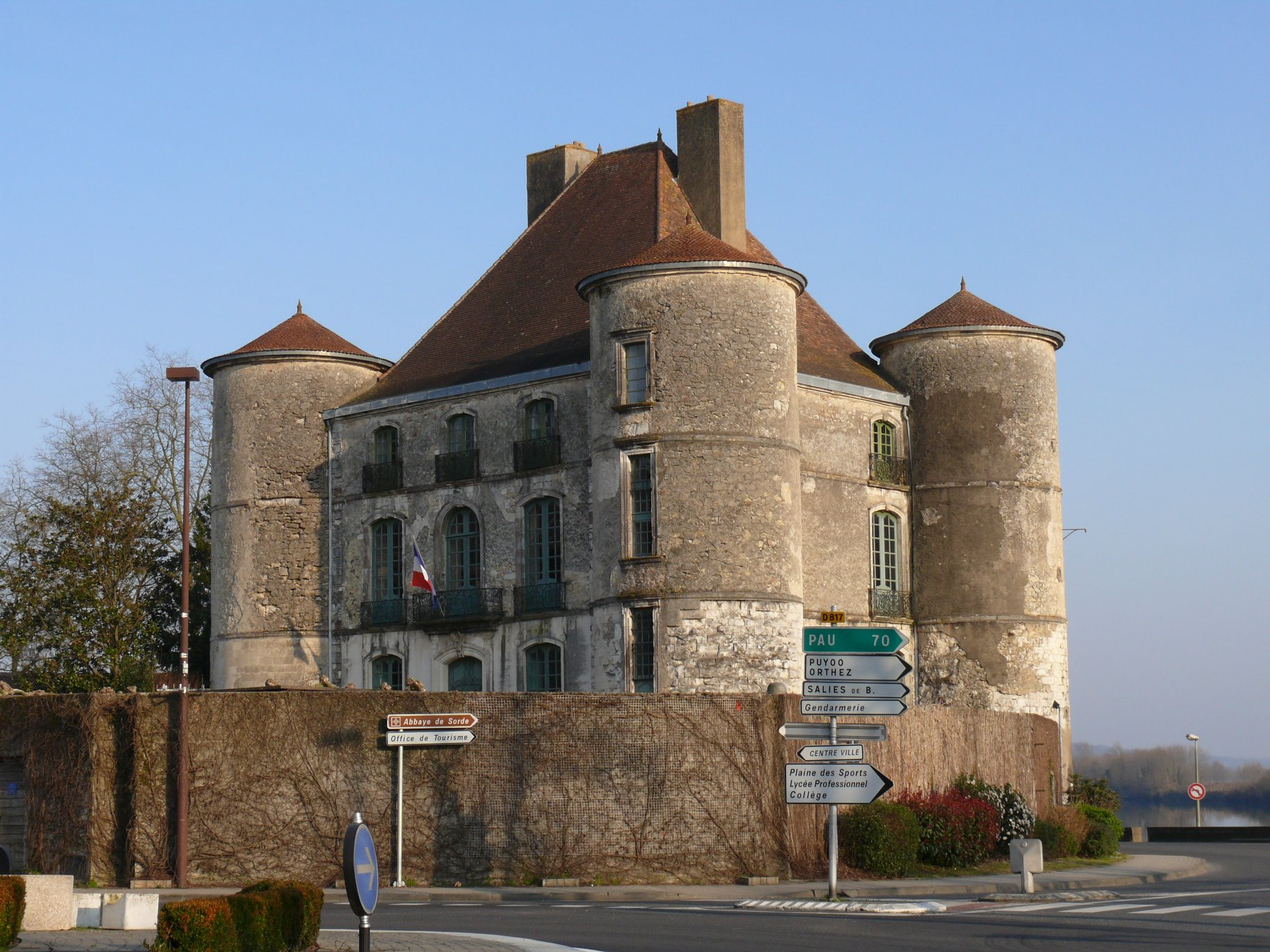
蒙特雷阿勒城堡（法语：Château de Montréal (Peyrehorade)）
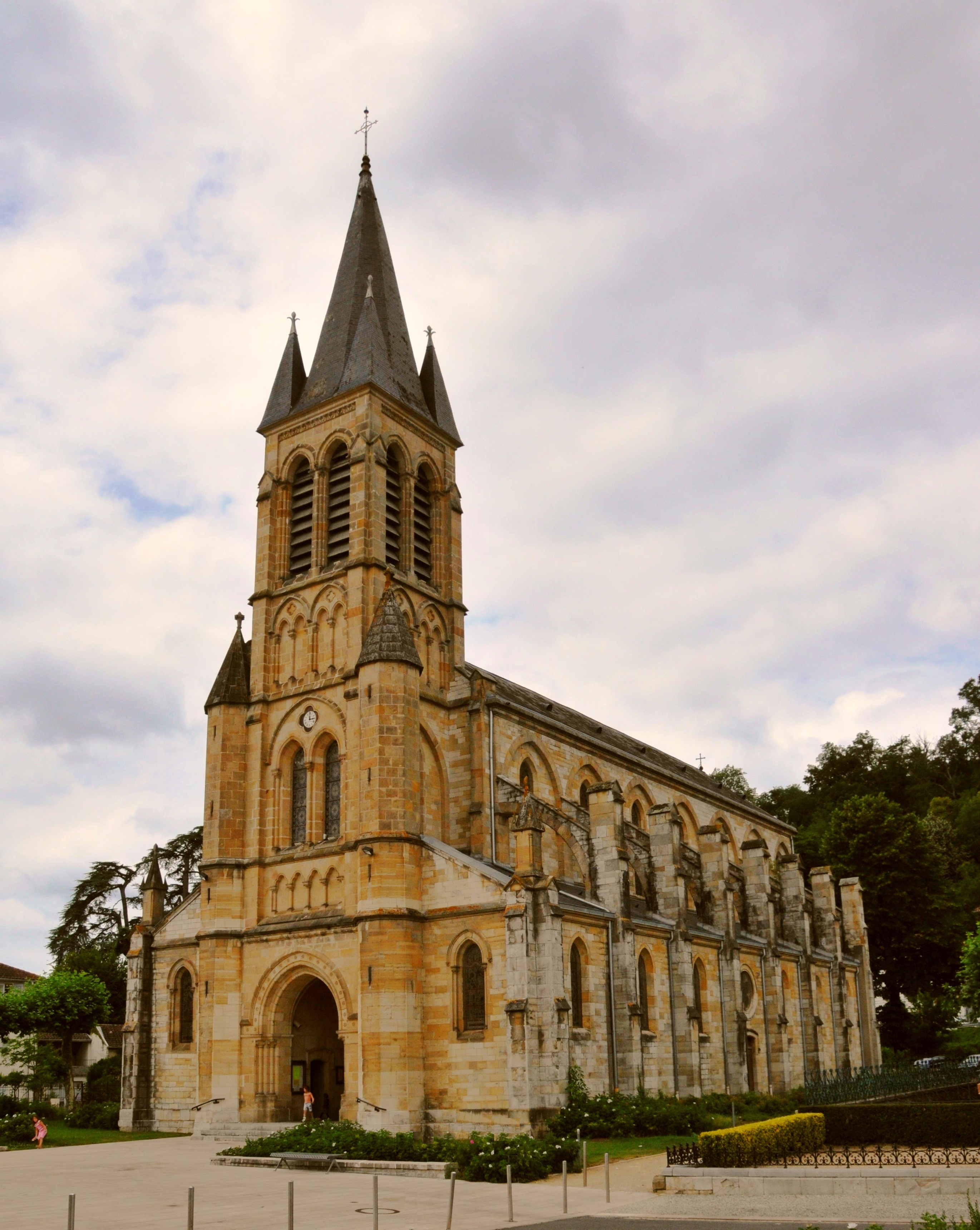
圣马丁教堂
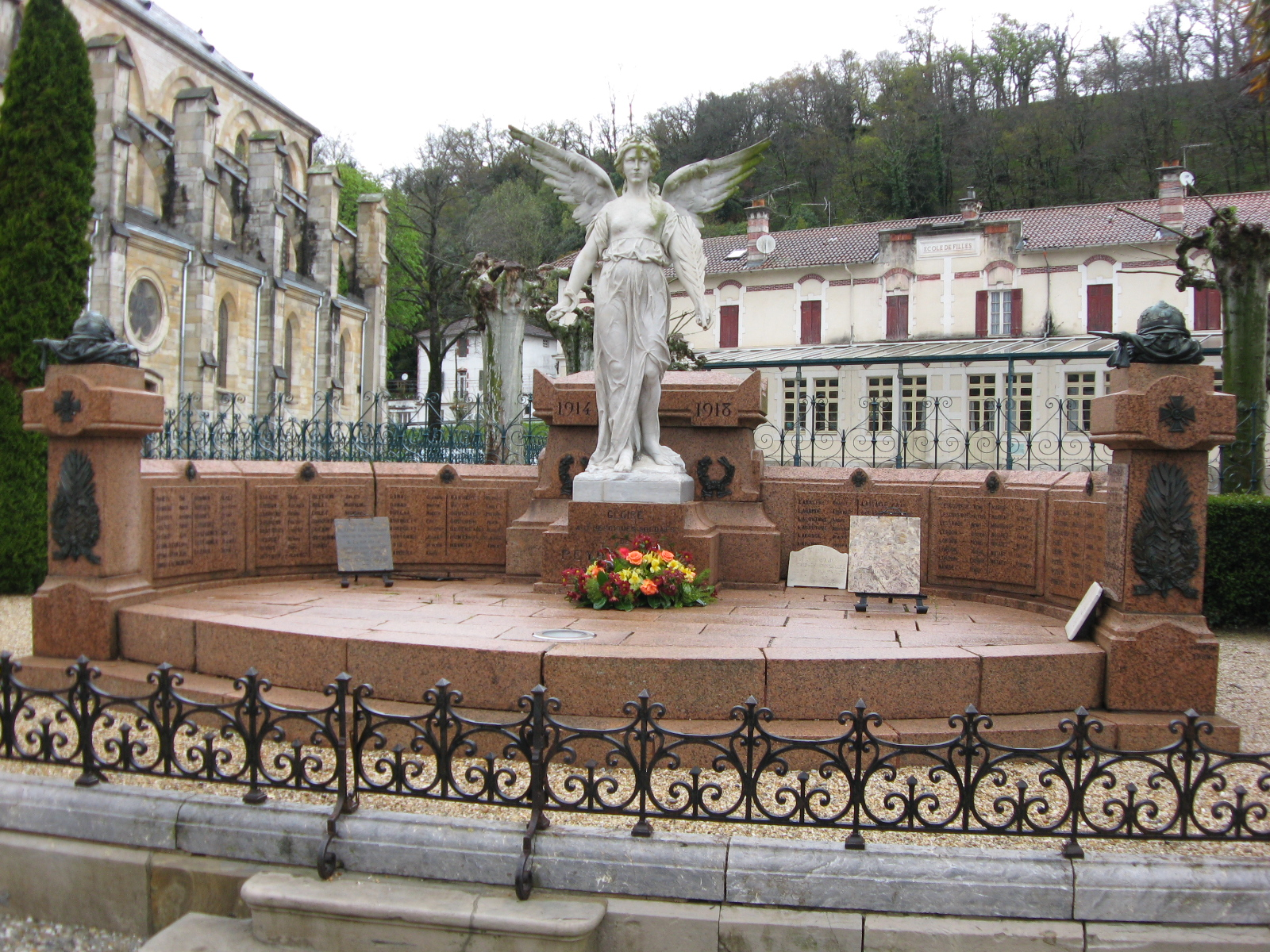
烈士纪念碑
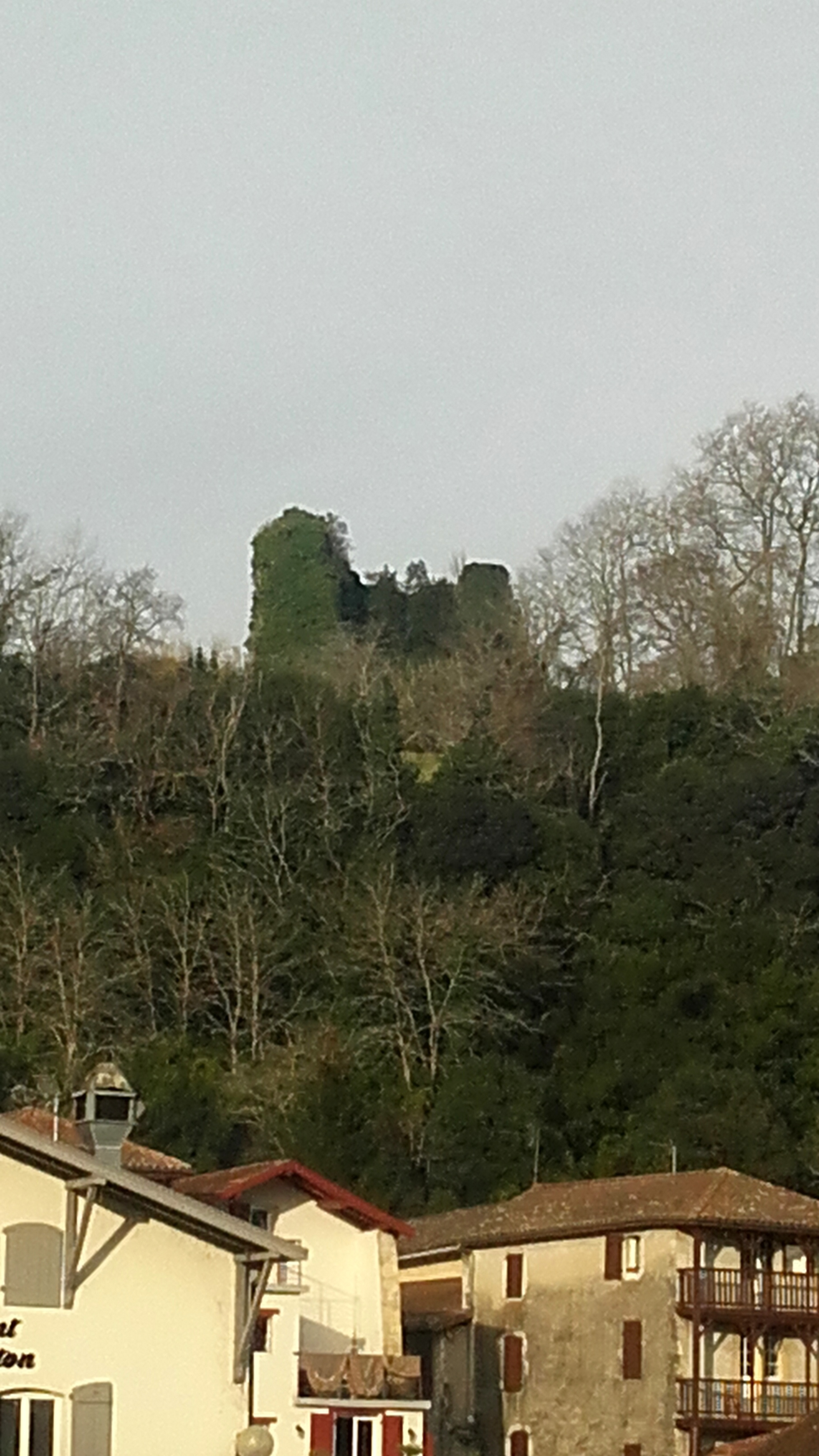
阿斯普勒蒙城堡遗址
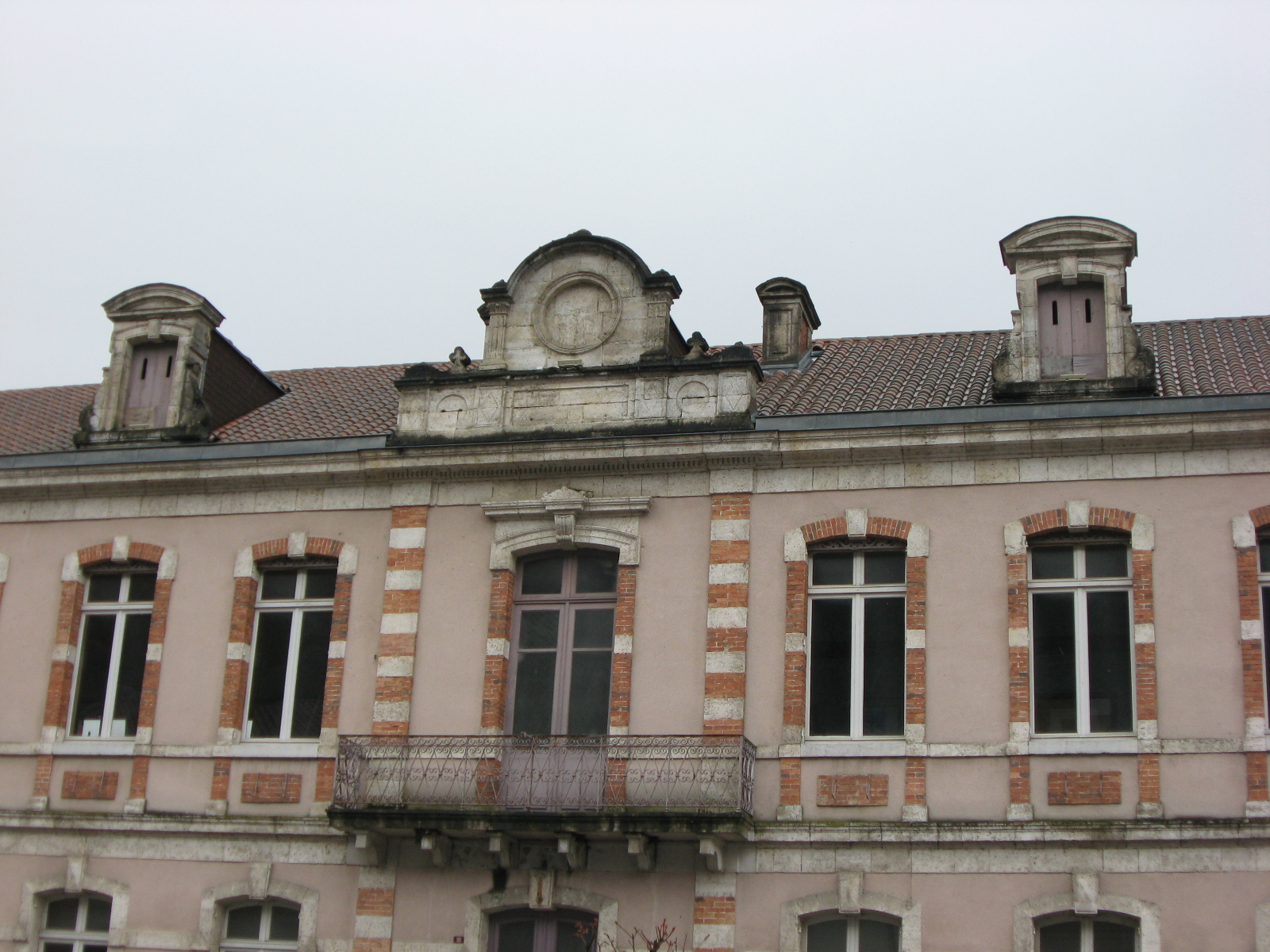
文化中心
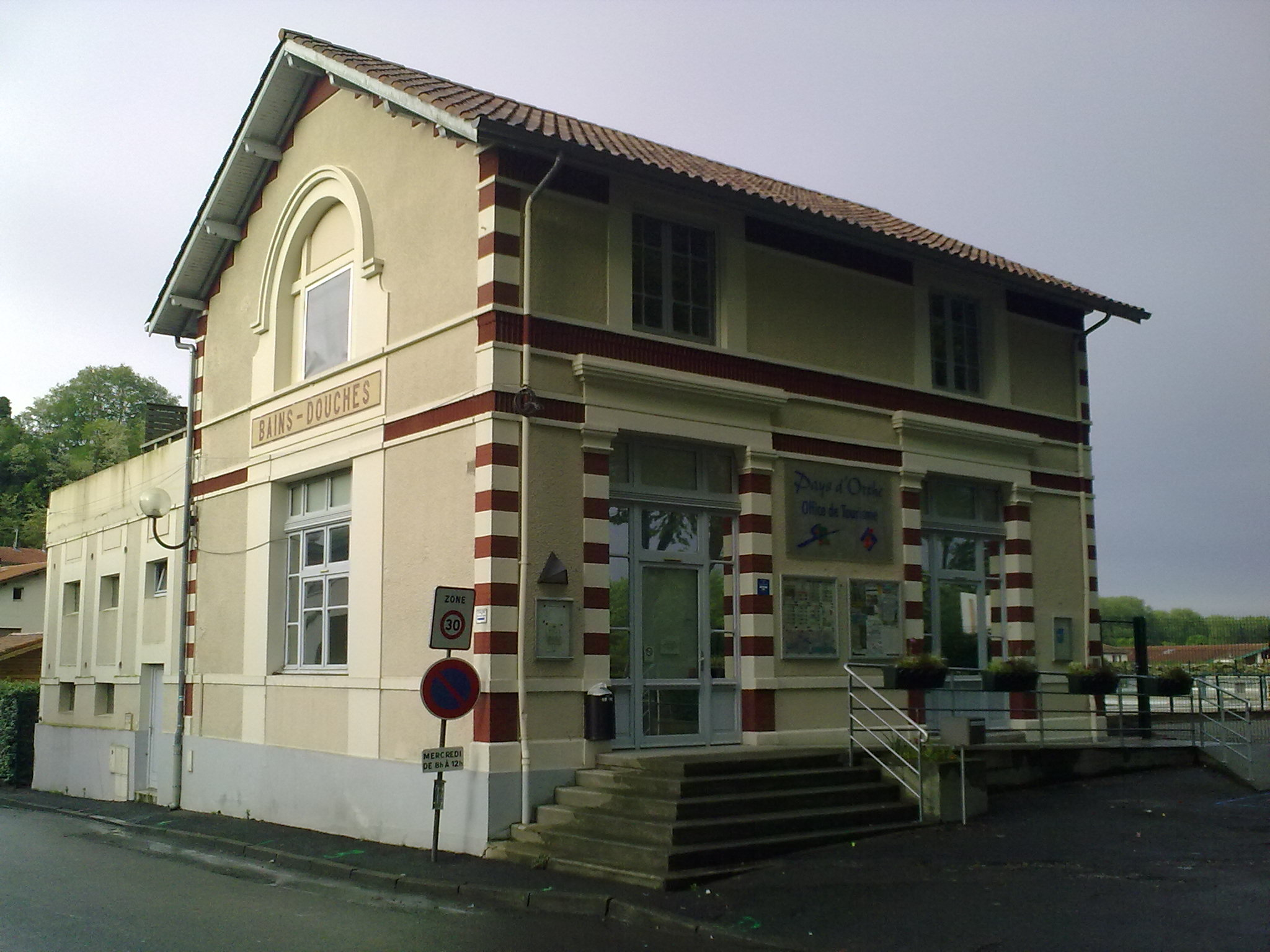
游客中心
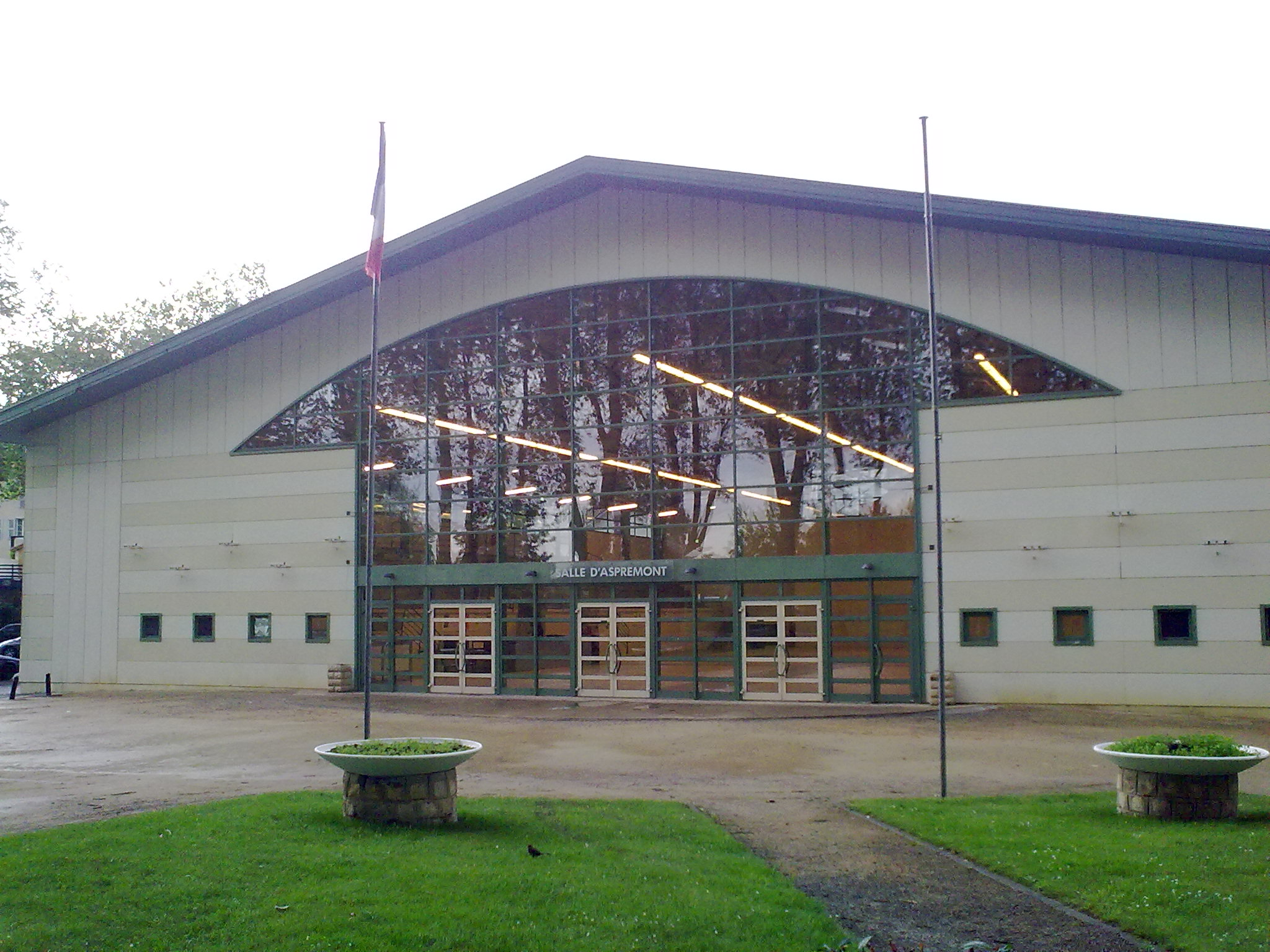
阿斯普勒蒙会展中心

### 旅游
佩尔奥拉德的旅游事务由其所属的奥尔特地区和阿里冈市镇公共社区负责。2021年，佩尔奥拉德境内共有1家酒店共计14间房间。

### 媒体
法国主要的媒体均可在佩尔奥拉德接收，法国电视三台下属的新阿基坦大区频道在部分时段播出佩尔奥拉德所属区域的地方新闻。当地主要地方性媒体包括《西南报》、蓝色法兰西加斯科涅广播、TVPI电视台等。

## 相关人物
法国农业工程师弗朗索瓦·巴科和女政治家热纳维耶芙·达里厄塞克出生于佩尔奥拉德。

## 友好城市
截至2022年1月，佩尔奥拉德共与两座城市互为友好城市关系：
- 西班牙 波马尔城
- 法國 圣路易Bourgfelden街区